# Ligne de risque
Ligne de risque (literal, "Línea de riesgo") es una revista literaria francesa fundada en París en 1997 por los escritores François Meyronnis, Yannick Haenel y Frédéric Badré. Desde 2015 colabora el escritor Valentin Retz. La primera serie, editada en un solo tomo, cuenta con 27 números. Desde 2015, una nueva serie aparece en la editorial Multiple. La revista publicó el «Manifeste pour une révolution littéraire» de François Meyronnis.

## Otras publicaciones de la revistaLigne de risque
- Philippe Sollers, Poker, entrevistas con Yannick Haenel y François Meyronnis, París, Gallimard, col. L'Infini, 2005.
- Colectiva bajo la dirección de Yannick Haenel y François Meyronnis, Ligne de risque 1997-2005 (con Philippe Sollers), París, Gallimard, col. L'Infini, 2005.
- Prélude à la délivrance, de Yannick Haenel y François Meyronnis, París, Gallimard, col. L'Infini, 2009.
- Tout est accompli, de Yannick Haenel, François Meyronnis y Valentin Retz, París, Grasset, 2019.